# بانگیتسی
بانگیتسی (به بلغاری: Bangeytsi) یک منطقهٔ مسکونی در بلغارستان است که در تریاونا واقع شده‌است.